# Båraryds socken
Båraryds socken i Småland ingick i Västbo härad i Finnveden, ombildades 1949 till Gislaveds köping och området är sedan 1971 en del av Gislaveds kommun, från 2016 inom Gislaveds distrikt, i Jönköpings län.
Socknens areal är 77,98 kvadratkilometer, varav land 74,82. År 1947 fanns här 3 354 invånare. Tätorten Gislaved samt kyrkbyn Båraryd med sockenkyrkan Båraryds kyrka ligger i socknen. 

## Administrativ historik
Båraryds socken har medeltida ursprung.
Vid kommunreformen 1862 övergick socknens ansvar för de kyrkliga frågorna till Båraryds församling och för de borgerliga frågorna till Båraryds landskommun.  Landskommunen ombildades 1949 till Gislaveds köping som 1971 ombildades till Gislaveds kommun. Församlingen utökades och namnändrades 1951 till Gislaveds församling.
1 januari 2016 inrättades distriktet Gislaved, med samma omfattning som Gislaveds församling hade 1999/2000 och fick 1951, och vari detta sockenområde ingår.
Socknen har tillhört samma fögderier och domsagor som Västbo härad. De indelta soldaterna tillhörde Jönköpings regemente, Norra Västbo kompani och Smålands grenadjärkår, Jönköpings kompani.

## Geografi och natur
Båraryds socken är en småkuperad mossrik skogsbygd. De största insjöarna är Skrivaregårdssjön som delas med Våthults socken i Gislaveds kommun, Mörke-Malen som delas med Sjötofta socken i Tranemo kommun, Södra Gussjö  som delas med Källeryds socken i Gnosjö kommun samt Illeråsasjön.
Anderstorps Stormosse är ett naturreservat som ingår i EU-nätverket Natura 2000 och som delas med Anderstorps socken i Gislaveds kommun och Källeryds socken i Gnosjö kommun.
En sätesgård var Örnaholms säteri.
Gislaved Storegården var förr ett gästgiveri. Ett annat gästgiveri fanns i Norlida.

## Fornminnen
Några stenåldersboplatser, gravrösen och sprida järnåldersgravar med domarringar finns här.

## Befolkningsutveckling
Befolkningen ökade med någon enstaka variation stadigt från 454 1810 till 10 038 1990. Den stora expansionen ägde rum efter 1940 då folkmängden fortfarande uppgick till 2 833 invånare.

## Namnet
Namnet (1346 Barderyth), taget från kyrkbyn, har förledet mansnamnet Barde och efterledet ryd, röjning.